# فقر الدم بخلل تكون الكريات الحمر الخلقي - النوع الرابع
فقر الدم بخلل تكون الكريات الحمر الخلقي - النوع الرابع (بالإنجليزية: Congenital dyserythropoietic anemia type IV ومختصره CDA IV)‏ هو مرض نادر يتصف بتشكل نموذجي مشابه بفقر الدم بخلل تكون الكريات الحمر الخلقي - النوع الثاني لكن نتيجة اختبار المصل المحمض سلبية.

## الوراثة
يتصف فقر الدم بخلل تكون الكريات الحمر الخلقي - النوع الرابع بأنه اضطراب وراثي سائد يصيب كريات الدم الحمر يتميز بتكون الكريات الحمر غير الفعال وانحلال الدم مما يؤدي إلى فقر الدم. تظهر أرومات الحمراء الموجودة في مجرى الدم وفي نخاع العظم أشكالا غير طبيعية. يعاني المصابين بهذا المرض بارتفاع الهيموغلوبين في مرحلة الجنين.
| النوع | الوراثة المندلية البشرية عبر الإنترنت | المورثة | الموقع          |
| ----- | ------------------------------------- | ------- | --------------- |
| CDAN4 | 613673                                | KLF1    | 19p13.13-p13.12 |

## الوصف
يظهر تضخم الطحال على المصاب بهذا المرض. ينخفض مستوى الهيموغلوبين ويعتمد المريض على نقل الدم. الحجم الكروي الوسطي معتدل أو يزداد قليلا. تكون الكريات الحمر طبيعي أو يكون معتدل إلى متوسط الكبر. كما يوجد خلل تنسج أرومات الحمراء لا نوعي.

## العلاج
يتضمن العلاج نقل الدم المتكرر واستعمال العلاج بالاستخلاب. يحتمل الشفاء عن طريق زراعة نخاع العظم والعلاج الجيني.